# Postschutz
La Postschutz (Protección Postal), o la SS-Postschutz en 1942 , fue una unidad militar del Deutsche Reichspost (Correo Postal Imperial Alemán) con la misión de proteger las instalaciones de la oficina de correos de los ataques armados.

## Orígenes
El Postschutz fue creado en 1933 para proteger los establecimientos de correos alemanes de los ataques armados. En 1942, el Postchutz fue puesto bajo el mando de las Allgemeine-SS, convirtiéndose en el SS-Postschutz con Gottlob Berger como líder militar, y subordinado a la supervisión de la SS-Hauptamt (Oficina Principal de las SS).

## Personal
A finales de 1933, se habían ofrecido como voluntarios para el Postschutz 26,000 empleados postales. En 1937, un acuerdo entre el Heer (Ejército Alemán) y el director general de Correos Wilhelm Ohnesorge estableció que en tiempos de guerra 29.000 hombres del Reichspost serían reservados para el Postchutz. En 1939, el Postchutz contenía 40 000 hombres, y también estaba a cargo de las medidas frente a ataques aéreos contra el Reichspost. Todos los empleados postales masculinos podían convertirse en miembros voluntarios del Postschut. Para todos los nuevos empleados menores de 35 años era obligatorio. La capacitación se llevó a cabo en ocho escuelas, que anualmente ofrecían cursos para 20.000 miembros de Postschutz.

## Acciones militares
En 1942, las unidades del SS-Postschutz contaban con el Fronthilfe der Deutschen Reichspost, unidades motorizadas que operaban con unidades de primera línea de las Waffen-SS. En 1944, el Fronthilfe contenía un cuartel general, cinco batallones, un depósito motor y unos 7.000 hombres. Los miembros del SS-Postschutz también fueron reclutados en las SS-Sicherungs-Bataillone der Deutschen Reichspost (Batallones de seguridad SS de la Oficina de Correos Alemana), combatiendo partisanos en la Eslovenia y Bielorrusia ocupadas.
- Datos: Q1778811